# Kim Bình, Hồng Hà

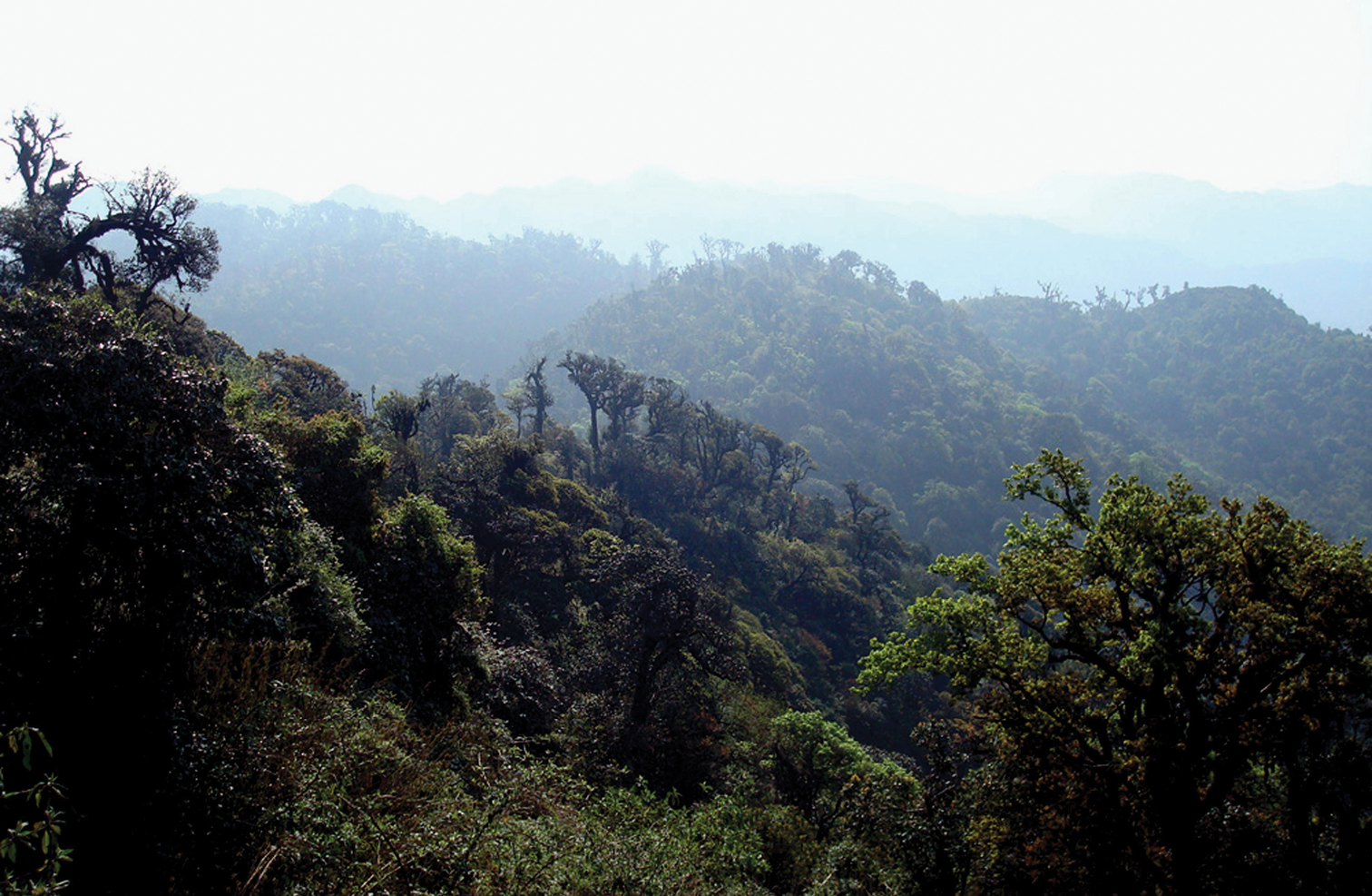
Kim Bình

Huyện tự trị dân tộc Miêu, Dao, Thái Kim Bình (giản thể: 金平苗族瑶族傣族自治县; phồn thể: 金平苗族瑤族傣族自治縣; Hán-Việt: Kim Bình Miêu tộc Dao tộc Thái tộc Tự trị huyện; bính âm: Jīnpíng Miáozú Yáozú Dǎizú Zìzhìxiàn; Tiếng Cáp Nê: Jilpiq Miaoqcuq Yoqsseissaq Aqcaoqssaq Ziiqziifxeif) là một huyện tự trị của châu tự trị dân tộc Cáp Nê, Di Hồng Hà, tỉnh Vân Nam, Trung Quốc.
Kim Bình giáp với huyện Lục Xuân ở phía Tây, Bình Biên ở phía Đông. Kim Bình tiếp giáp tỉnh Lai Châu ở phía nam và tỉnh Lào Cai của Việt Nam ở phía đông nam.
Huyện này rộng 3.677 km² (rộng bằng khoảng hơn 1/3 diện tích Lai Châu) và có 31 vạn dân vào năm 2002 (đông hơn dân số Lai Châu).Tỉnh này có cửa khẩu Kim Thủy Hà thông với cửa khẩu Ma Lu Thàng của Lai Châu- một trong 7 cặp cửa khẩu lớn và có vị trí quan trọng trên con đường thông thương quốc tế. Chính vì thế mà năm 1979 Trung Quốc đã tấn công Lai Châu chính qua cửa khẩu này mà mục tiêu đầu là huyện Phong Thổ.
Kim Bình gồm 4 trấn là: (Kim Hà (金河), Kim Thủy Hà (金水河)), Mãnh Lạp (勐拉), (Lão Mãnh (老勐), và 9 hương là: Doanh Bàn (营盘), Đồng Xưởng (铜厂), Giả Mễ (者米), Mãnh Kiều (勐桥), Mã Yên Để (马鞍底), Đại Trại (大寨), Lão Tập Trại (老集寨), A Đắc Bác (阿得博), Sa Y Pha (沙依坡)).
Các hương trấn của Kim Bình tiếp giáp tỉnh Lai Châu của Việt Nam (kể từ tây sang đông) gồmː hương Giả Mễ, trấn Mãnh Lạp, trấn Kim Thủy Hà, trấn Kim Hà, hương Mãnh Kiều, hương Mã Yên Để. Các huyện của tỉnh Lai Châu Việt Nam tiếp giáp với Kim Bình (kể từ tây sang đông) gồmː Mường Tè, Nậm Nhùn, Sìn Hồ, Phong Thổ. Phía đông nam Kim Bình, là hương Mã Yên Để, tiếp giáp huyện Bát Xát tỉnh Lào Cai Việt Nam.